# 傅勇林
傅勇林（1959年—），四川射洪人，汉族，中华人民共和国政治人物、第十二届全国人民代表大会四川地区代表。
毕业于四川大学外文系英语语言文学专业。加入民进。担任民进四川省委副主委、成都市委主委，成都市副市长。2008年起担任全国人大代表。2013年，担任全国人大代表。2018年1月，当选第十三届全国政协委员。